# Corythalia rugosa
Corythalia rugosa är en spindelart som beskrevs av Kraus 1955. Corythalia rugosa ingår i släktet Corythalia och familjen hoppspindlar. Inga underarter finns listade i Catalogue of Life.